# دهستان دهشال
دهستان دهشال نام دهستانی در بخش مرکزی شهرستان آستانه اشرفیه، استان گیلان در ایران است. براساس سرشماری مرکز آمار ایران در سال ۱۳۸۵، جمعیت آن ۹۱۲۵ نفر (۲۷۸۳ خانوار) بوده‌است.